# Глідден (Вісконсин)
Глідден (англ. Glidden) — переписна місцевість (CDP) в США, в окрузі Ешленд штату Вісконсин. Населення — 437 осіб (2020).

## Географія
Глідден розташований за координатами 46°8′5″ пн. ш. 90°34′20″ зх. д. / 46.13472° пн. ш. 90.57222° зх. д. (46.134667, -90.572197).  За даними Бюро перепису населення США в 2010 році переписна місцевість мала площу 5,57 км², уся площа — суходіл.

## Демографія
Згідно з переписом 2010 року, у переписній місцевості мешкало 507 осіб у 242 домогосподарствах у складі 136 родин. Густота населення становила 91 особа/км².  Було 315 помешкань (57/км²).
Расовий склад населення:
| - 97,8 % — білих - 1,2 % — корінних американців - 0,6 % — азіатів |

До двох чи більше рас належало 0,4 %. Частка іспаномовних становила 0,0 % від усіх жителів.
За віковим діапазоном населення розподілялося таким чином: 22,9 % — особи молодші 18 років, 55,6 % — особи у віці 18—64 років, 21,5 % — особи у віці 65 років та старші. Медіана віку мешканця становила 44,3 року. На 100 осіб жіночої статі у переписній місцевості припадало 91,3 чоловіків;  на 100 жінок у віці від 18 років та старших — 92,6 чоловіків також старших 18 років.
Середній дохід на одне домашнє господарство  становив 32 113 долари США (медіана — 23 603), а середній дохід на одну сім'ю — 40 960 доларів (медіана — 36 563). За межею бідності перебувало 18,9 % осіб, у тому числі 25,6 % дітей у віці до 18 років та 18,3 % осіб у віці 65 років та старших.
Цивільне працевлаштоване населення становило 184 особи. Основні галузі зайнятості: роздрібна торгівля — 24,5 %, виробництво — 16,3 %, освіта, охорона здоров'я та соціальна допомога — 14,7 %.